# 1209 dans les croisades

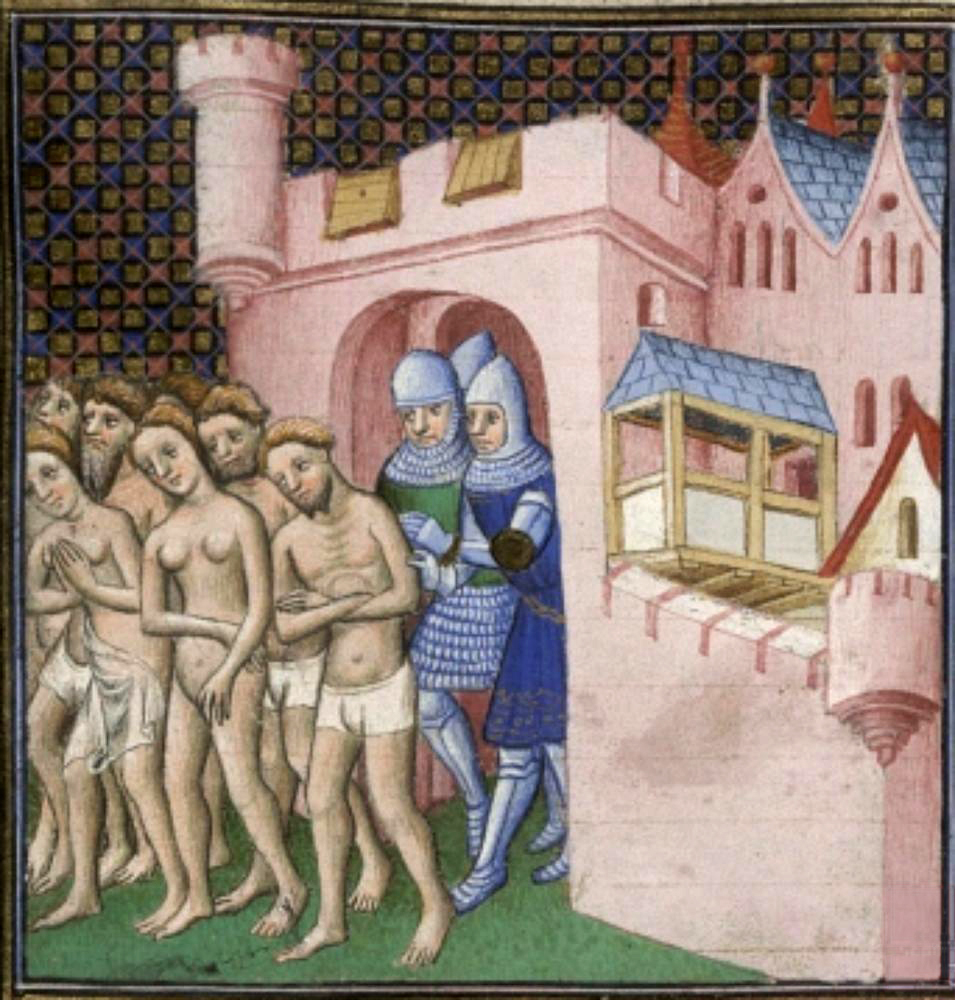
Prise de Carcassonne

Cette page regroupe les évènements concernant les Croisades qui sont survenus en 1209 :
- 18 juin : Raymond VI de Toulouse fait sa soumission à l'église et rejoint la croisade des Albigeois[1].
- 22 juillet : Sac de Béziers (croisade des Albigeois)[2].
- 1er août : début du siège de Carcassonne (croisade des Albigeois)[1].
- 15 août : Carcassonne et Raimond-Roger Trencavel capitulent (croisade des Albigeois)[1].
- 13 novembre : mort de Philippe du Plaissis, grand maître de l'Ordre du Temple[3].